# Dung Bình Dương
Phan Thị Kim Dung, tức NSX Dung Bình Dương (sinh ngày 22 tháng 9 năm 1964), là một doanh nhân, nhà làm phim, nhà hảo tâm người Việt Nam. Bà hiện là Chủ tịch Hội đồng quản trị Công ty Cổ phần Dung Bình Dương và là chủ sở hữu Hãng phim MI ĐI (Midicom JSC). Bên cạnh hoạt động kinh doanh xuất nhập khẩu hạt điều, nông sản, bất động sản cùng một chuỗi nhà hàng ẩm thực và tiệm làm đẹp, bà Dung còn tham gia đầu tư sản xuất phim. Dung Bình Dương cũng là bà bầu mát tay của nhiều diễn viên điện ảnh như Trúc Anh, Minh Khải, diễn viên nhí Hữu Khang… Bà nổi tiếng với cách làm phim “ném tiền qua cửa sổ” gây nhiều tranh cãi, nhưng thay vào đó là sự chú trọng đến giá trị nghệ thuật và tính nhân văn của mỗi bộ phim cũng như thể hiện tâm huyết đối với nền điện ảnh Việt Nam. Đặc biệt, bộ phim “Chú ơi, đừng lấy mẹ con” (2018) do bà làm nhà sản xuất từng được trao giải “Phim được khán giả yêu thích nhất” tại Liên hoan phim Việt Nam lần thứ 21.

## Đầu đời
Bà sinh ra và lớn lên trong một gia đình nhà nông ở Bình Dương có cha là thầy thuốc Bắc (Đông y sĩ), mẹ làm nông.
Vốn đam mê văn học từ nhỏ và thích đọc truyện, bà từng đạt Giải Nhất môn Văn cấp tỉnh qua bài luận “Sức sống mãnh liệt của con người Việt Nam qua văn học”.

## Quá trình hoạt động
Những năm 1983-1990, bà làm công tác Bí thư xã Đoàn nhiều nhiệm kỳ liên tiếp tại xã Vĩnh Phú, huyện Lái Thiêu, tỉnh Sông Bé cũ, nay thuộc tỉnh Bình Dương. Năm 1985, bà được trao danh hiệu Đoàn viên ưu tú, Bí thư Đoàn trẻ tuổi nhất tỉnh ở tuổi 21.
Những năm tháng tuổi trẻ, bà có niềm đam mê thể dục thể thao và còn là vận động viên 3 môn quân sự phối hợp Huyện đội Lái Thiêu và Tỉnh đội Sông Bé, được cấp nhiều giấy khen và bằng khen của Huyện đoàn, UBND huyện Lái Thiêu, Tỉnh đoàn Sông Bé. Bà liên tục đoạt 2 giải Nhất phong trào thể thao cấp tỉnh ở hai bộ môn chạy việt dã và bắn súng, bao gồm: Giải Nhất chạy việt dã 3 môn quân sự phối hợp 1500m và Giải Nhất môn bắn súng AK báng gấp của Tỉnh đội Sông Bé các năm 1985, 1986, 1987.
Cùng thời gian này, bà khởi nghiệp kinh doanh nông sản bằng nghề thu gom khoai mì, củ sắn, thu mua mía cung cấp cho Lò đường Bà Lụa Bình Dương.
Từ năm 1991, bà chuyển sang kinh doanh lĩnh vực ăn uống, nhà hàng, tổ chức tiệc cưới.
Đầu năm 2008, bà dành thời gian kinh doanh xuất nhập khẩu hạt điều và trở nên giàu có tại quê nhà Bình Dương. Không lâu sau, bà nhanh chóng trở thành nhà kinh doanh hạt điều có tầm ảnh hưởng lớn, liên tục đạt kim ngạch xuất khẩu trên thị trường Việt Nam.
Ngoài ra, Công ty Cổ phần Dung Bình Dương do bà làm chủ từng là nhà tài trợ chính, phối hợp cùng Hội Điện ảnh Việt Nam đăng cai tổ chức Lễ trao giải Cánh Diều Vàng 2016. Đơn vị này cũng là nhà tài trợ tại Liên hoan phim Việt Nam 2021 và Liên hoan phim quốc tế 2022 do Cục Điện ảnh tổ chức.
Giải thích về tên gọi Dung Bình Dương, bà cho biết "Tôi tên Dung, tôi sinh ra ở Bình Dương, dựng nghiệp cũng ở Bình Dương và bây giờ là nhà sản xuất phim đầu tiên ở Bình Dương".
Hiện tại bà đang mở rộng hoạt động kinh doanh của mình thông qua chuỗi salon làm tóc, gội đầu dưỡng sinh và massage Du Bi.

### Sản xuất phim
Với xuất phát điểm là kinh doanh nông sản cùng chuỗi nhà hàng ẩm thực, bà Dung còn mở rộng vai trò của mình sang hoạt động sản xuất phim, gia công và sản xuất gia công gần 12 bộ phim truyền hình và 3 bộ phim điện ảnh với tổng mức đầu tư hơn 100 tỷ đồng.

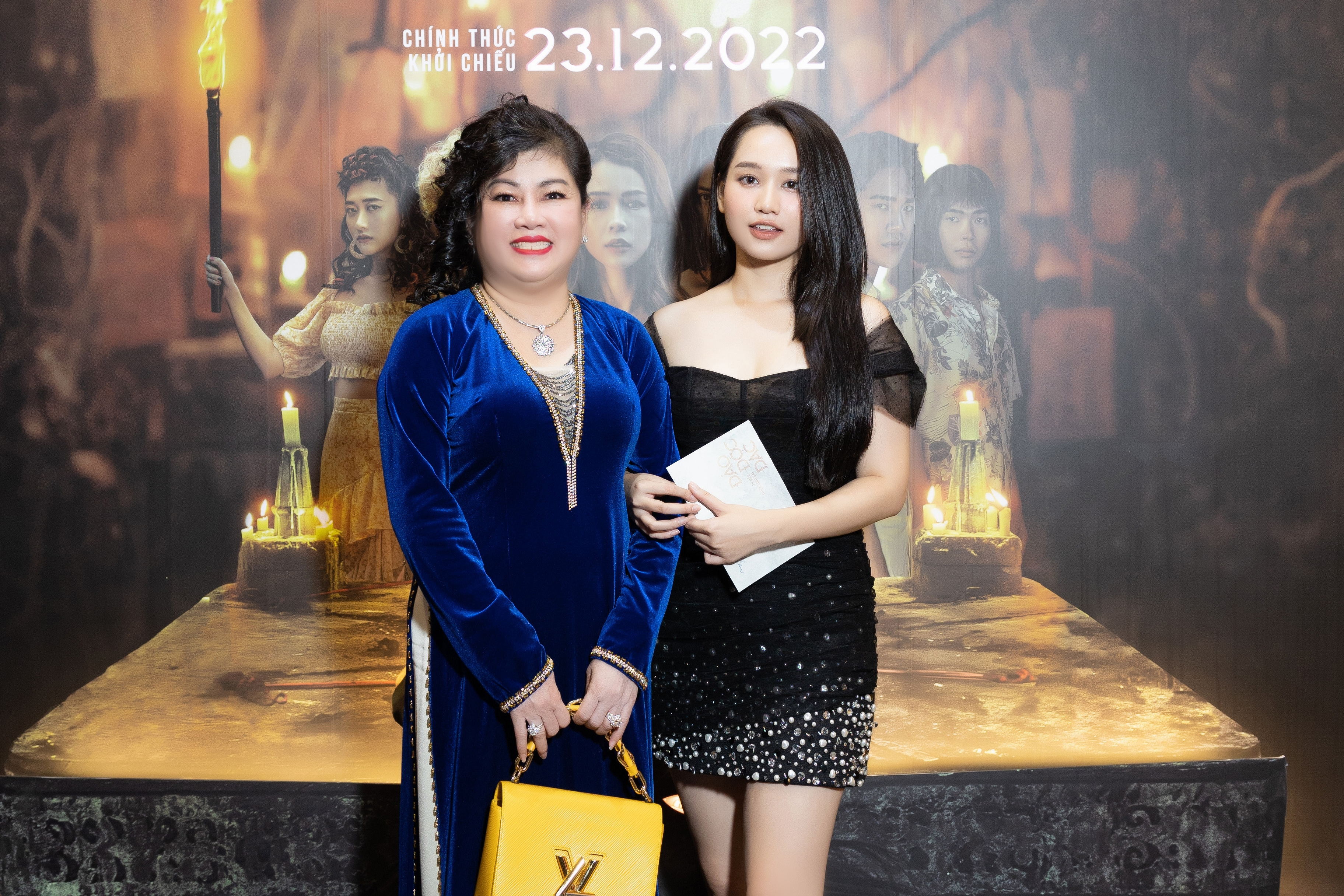
NSX Dung Bình Dương ở cùng nữ diễn viên Trúc Anh trong một sự kiện ra mắt phim

Từ năm 2010, bà bắt đầu lấn sân sang lĩnh vực điện ảnh trong vai trò là nhà sản xuất phim, khởi đầu bằng việc đóng góp kinh phí vào sản phẩm đầu tay "Con gái vị thẩm phán", sau đó bà tiếp tục góp vốn cho các bộ phim điện ảnh bao gồm: Nhà có 5 nàng tiên, Quý tử bất đắc dĩ và đều rất thành công.
Năm 2014 đánh dấu cột mốc khởi đầu sự nghiệp làm phim của bà khi bộ phim Con gái vị thẩm phán được công chiếu và thu về trên 1 tỷ đồng. Cùng năm này, bà chuyển sang tiếp quản Hãng phim MI Đi (Midicomjsc). Từ đây công ty của bà lần lượt sản xuất những bộ phim truyền hình như: Tần nương thất, Trận đồ bát quái, Vợ ơi bồ nhé, Chuyện tình bà nội trợ, Sứ mệnh song sinh, Tình thù hai mặt…
Sau đó bà tiếp tục chuyển sang mảng phim điện ảnh với tác phẩm đầu tay là Tik Tak, Anh Yêu Em (2015) do bà đầu tư 100% vốn sản xuất. Tuy không thành công về mặt tài chính nhưng bộ phim này đã đạt Giải Cánh diều năm 2016.
Năm 2019, bà cho ra mắt bộ phim Ngốc Ơi Tuổi 17, được chuyển thể từ tiểu thuyết "Mang Thai Tuổi 17" của tác giả Võ Anh Thơ. Bộ phim này thua lỗ 22 tỷ đồng.
Cùng năm 2018, bà sản xuất bộ phim điện ảnh thứ 3 của mình có tựa đề "Chú Ơi, Đừng Lấy Mẹ Con". Phim này thua lỗ 18 tỷ đồng sau scandal của hai diễn viên Kiều Minh Tuấn và An Nguy, sau đó Kiều Minh Tuấn đã trả lại cát-xê cho nhà sản xuất. Dẫu vậy, bộ phim lại trở thành dấu ấn lớn nhất tạo nên tên tuổi cho bà khi thắng giải “Phim được yêu thích nhất do khán giả bình chọn” tại LHP Việt Nam lần thứ 21.
Năm 2022, bà tiếp tục góp một phần vốn vào bộ phim điện ảnh "Đảo độc đắc - Tử mẫu Thiên linh cái" do Lê Bình Giang làm đạo diễn.

## Hãng phim MIDIA
Hãng phim MI ĐI (Midicom JSC) được bà tiếp quản toàn bộ từ năm 2014 và đổi tên nó thành Công ty Cổ phần Mi Đi A. Bà chủ động bỏ ra toàn bộ vốn đầu tư để gia công và sản xuất tổng cộng 12 bộ phim truyền hình cùng 3 phim điện ảnh.
Hãng phim có tên đầy đủ là Công ty cổ phần Mi Đi A (Mi Đi A Corporation) được thành lập vào năm 2009, chuyên về sản xuất phim điện ảnh, phim video và phim truyền hình. Hiện nay, MIDIA chỉ tập trung sản xuất phim điện ảnh và xây dựng cho mình mô hình khép kín. Về cơ sở vật chất kỹ thuật, MIDIA có phòng thu, phòng dựng hoàn chỉnh; sở hữu đội ngũ biên kịch bao gồm chủ yếu là sinh viên; quy hoạch sản xuất từ 1-3 phim/năm thuộc thể loại giải trí đi kèm thông điệp giáo dục, nhân văn và ưu tiên đảm bảo yếu tố chất lượng nghệ thuật khi công chiếu.
Trong tương lai, bà Dung dự định chuyển hướng sang làm web drama, phim trên nền tảng YouTube cùng nhiều phim điện ảnh với số vốn đầu tư lớn.

## Hoạt động cộng đồng
Những năm 2007-2010, bà dành nhiều sự quan tâm cho công tác thiện nguyện hướng đến cộng đồng và xã hội tại các địa phương như: Bến Tre, Long An, Kiên Giang, Tiền Giang, An Giang, Bình Dương và đón nhận nhiều bằng khen của tỉnh Bến Tre, tỉnh Kiên Giang và tỉnh Long An.
Từ tháng 8 năm 2021 đến nay, bà Dung đã đóng góp cho các chương trình vì cộng đồng với tổng số tiền là 1,4 tỉ đồng cùng các vật tư y tế phục vụ phòng, chống dịch Covid-19. Ngoài ra bà còn trực tiếp vận động, kêu gọi các nhà hảo tâm, các doanh nghiệp tham gia đóng góp khoảng 2 tỷ đồng để phối hợp cùng chính quyền địa phương và xã hội hỗ trợ phòng, chống dịch và các chương trình xã hội khác.

### Hỗ trợ phòng chống dịch Covid-19
Khoảng thời gian đỉnh điểm của dịch Covid-19 trên phạm vi cả nước đặc biệt là tại TP. Hồ Chí Minh và tỉnh Bình Dương kể từ tháng 8 năm 2021 đến nay, bà đã tích cực tham gia các hoạt động đóng góp cho cộng đồng và xã hội.
Tại Bình Dương, bà tài trợ số tiền khoảng gần 400 triệu đồng nhằm hỗ trợ địa phương phòng chống dịch Covid-19. Trong thời gian giãn cách xã hội tại đây, bà còn tài trợ cho cán bộ chiến sĩ trường Quân Y 4 vào tham gia tuyến đầu chống dịch, hỗ trợ nhiều gói an sinh xã hội, khẩu trang, xịt khuẩn. Ngoài ra, bà cũng kêu gọi các doanh nghiệp đối tác như: Bất động sản Kim Oanh, Công ty Cổ phần Gỗ An Cường, Vàng bạc đá quý Kim Lý, và các cá nhân như Trương Thị Thanh Trúc… cùng tham gia hỗ trợ thực phẩm, sữa, cháo, tã, giấy cho trẻ em trong các khu cách ly.

### Hoạt động thiện nguyện
Để xây dựng và hoàn chỉnh nhà văn hóa ấp Đăng Phong ở xã Thanh Bình, huyện Chợ Gạo, tỉnh Tiền Giang, bà Dung đã vận động các nhà hảo tâm ở TP. Hồ Chí Minh, Bình Dương cùng tham gia hỗ trợ, quyên góp được tổng số tiền là 780 triệu đồng, trong đó bản thân bà đóng góp số tiền là 220 triệu đồng.
Ngày 15 tháng 5 năm 2022, bà đóng góp tài trợ tổng số tiền là 500 triệu đồng cho Quỹ học bổng Trương Vĩnh Trọng. Đây là Quỹ do các cá nhân, tổ chức, doanh nghiệp, doanh nhân, các nhà hảo tâm quê gốc Bến Tre tại TP. Hồ Chí Minh, tỉnh Bình Dương và gia đình cố Phó Thủ tướng Trương Vĩnh Trọng cùng vận động đóng góp, hỗ trợ học bổng, dụng cụ học tập cho học sinh nghèo hiếu học, học giỏi. Hiện bà đang giữ các chức vụ bao gồm “Phó Ban sáng lập Quỹ học bổng Trương Vĩnh Trọng” và “Trưởng ban truyền thông Khởi nghiệp sinh viên” trường Cao đẳng Kinh tế Kỹ thuật TP. Hồ Chí Minh.

## Tranh cãi
Bà Dung còn gây được sự chú ý của dư luận khi nhiều lần công khai tố cáo các diễn viên tên tuổi lớn và nhà phát hành phim.

### Tố cáo nhà phát hành phim CGV
Thời điểm cuối năm 2019, một ngày sau khi bộ phim Ngốc ơi, tuổi 17 được công chiếu và bị thua sút về doanh thu, bà Dung đã tố nhà phát hành phim là CGV chèn ép, hạn chế số lượng suất chiếu ở các cụm rạp, bố trí giờ chiếu không phải khung giờ vàng.

### Tuyên bố khởi kiện một loạt diễn viên
Ngoài CGV, bà Dung cũng lên tiếng chỉ trích một loạt diễn viên nổi tiếng là Jun Vũ, Trúc Anh vốn là hai nhân vật liên quan đến bộ phim "Ngốc ơi, tuổi 17" do bà trực tiếp sản xuất. Hai diễn viên chính trong "Chú ơi, đừng lấy mẹ con" là An Nguy và Kiều Minh Tuấn cũng nằm trong danh sách những nghệ sĩ bị bà Dung công khai tố cáo.
Thời điểm sắp công chiếu bộ phim “Ngốc ơi tuổi 17”, bà Dung có để lại bình luận trên trang cá nhân Facebook của Jun Vũ yêu cầu cô thực hiện các điều khoản ký kết trong hợp đồng khi tham gia dự án phim này, bao gồm chụp poster và dự ra mắt phim. Theo phía bà Dung, nữ diễn viên này có tham gia một vai trong Ngốc ơi, tuổi 17 nhưng không tham gia quảng bá cho phim, đồng thời cắt đứt mọi liên lạc với đoàn phim. Sau đó, phía Jun Vũ và phía bà Dung cho biết từ đầu hai bên có sự hiểu lầm không đáng có, việc liên hệ gặp trục trặc khiến hai bên chưa hiểu ý nhau và cuối cùng tất cả đã được thu xếp ổn thỏa.
Trong thời gian đóng chung phim "Chú ơi, đừng lấy mẹ con", Kiều Minh Tuấn và An Nguy vướng vào nghi án phim giả tình thật. Khi ấy, Kiều Minh Tuấn được cho là sống hạnh phúc với Cát Phượng, vì thế, dư luận chấn động khi Kiều Minh Tuấn và An Nguy thừa nhận yêu nhau, khẳng định là cảm xúc thật chứ không phải chiêu trò để quảng bá cho bộ phim. Khán giả lập tức dấy lên làn sóng tẩy chay Chú ơi, đừng lấy mẹ con, dẫn đến hậu quả là doanh thu của bộ phim bị lỗ nặng, gây ảnh hưởng đến nhiều diễn viên và ê-kíp sản xuất. Kiều Minh Tuấn quyết định hoàn lại số tiền cát-xê 900 triệu đồng và gửi lời xin lỗi. Tuy nhiên phía bà Dung vẫn tuyên bố khởi kiện hai diễn viên chính vì mắc sai phạm trong hợp đồng với nhà sản xuất.
Gần đây nhất, bà Dung lên tiếng tố diễn viên Trúc Anh vi phạm hợp đồng, mắc bệnh ngôi sao và có thái độ xem thường người nâng đỡ mình là NSX Dung Bình Dương. Nữ diễn viên được bà phát hiện tài năng kể từ bộ phim Ngốc Ơi Tuổi 17 đồng thời cả hai đã có ký hợp đồng 5 năm nghệ sĩ thuộc quyền quản lý của công ty MIDIA. Trước những lời cáo buộc từ bà Dung, Trúc Anh giữ im lặng, không đề cập đến vụ lùm xùm. Sau 2 ngày khi bà lên tiếng góp ý việc Trúc Anh mắc bệnh ngôi sao, không tôn trọng nhà sản xuất mà vẫn chưa nhận được lời xin lỗi hay bất cứ động thái nào từ phía nữ diễn viên, bà Dung đã buộc phải tuyên bố khởi kiện cô hồi cuối năm 2021. Tuy nhiên sau đó bà đã rút lại đơn kiện khi Trúc Anh cùng người quản lý của mình trực tiếp đến công ty nhà sản xuất Dung Bình Dương để xin lỗi và thể hiện thành ý.

## Câu nói nổi bật
| “ | Tôi nghĩ rằng làm phim, làm nghệ thuật thì không nên tiếc tiền, đừng nghĩ đến tiền quá nhiều. Điều mình cần phải quan tâm nhất là làm sao để bộ phim có thể chỉn chu, có giá trị nghệ thuật và được mọi người yêu mến mới quan trọng. | ” |

| “ | Diễn viên Việt Nam đa phần là tay ngang chứ không qua trường lớp đào tạo bài bản nên thiếu khả năng diễn xuất đa dạng như các ngôi sao quốc tế. | ” |

| “ | Phim Việt nhận giải thưởng quốc tế nhưng liệu có được lòng khán giả trong nước để đạt được doanh thu hay không? | ” |

| “ | Điểm yếu của phim Việt Nam là ê-kíp sản xuất chưa đồng bộ đạt đỉnh cao về trình độ nghệ thuật. Các diễn viên chính lẫn các diễn viên phụ đều chưa được đào tạo kỹ năng diễn xuất đa dạng. Thiếu nhà các nhà tài trợ lớn đầu tư. Chưa ai dám bỏ kính phí cả chục triệu USD để sản xuất | ” |

| “ | Mỗi bộ phim Việt Nam ra rạp (nếu không đạt doanh thu) mất trung bình vốn đầu tư là khoảng 10 tỉ đồng. Doanh thu và doanh số của những tác phẩm này hoàn toàn phụ thuộc vào các cụm rạp, chưa bàn đến yếu tố chất lượng. | ” |